# 中華四川
中華四川（ちゅうかしせん）は、1975年に神奈川県小田原市で創業したタンタン麺専門店である。ひき肉・ザーサイ・ニンニク・豆板醤などをベースとした、とろみの強いあんかけ風甘辛スープの坦々麺を提供している。小田原系坦々麺の源流とされる。

## 概要
- 当店は、1975年に神奈川県小田原市下大井（現在は上曽我）で内田光正により創業されたタンタン麺[1]専門店である。
- 場所は、中心市街地である小田原駅からは直線距離で北方7～8kmであり、最寄駅である東海旅客鉄道（JR東海）御殿場線の上大井駅から徒歩13分と不利な立地に存するにもかかわらず、提供されるタンタン麺が地元などで話題となる[3]。

その後、それが小田原市のご当地ラーメンとして各メディアで紹介されるようになり、現在では、小田原系坦々麺と呼称されるようになった。

## 特徴

### 屋号
- 当店には支店が存在しない。当店で修行をして独立した店や当店をあやかりインスパイアされて小田原系坦々麺を提供する店は存し[7]、それらも含めて小田原系坦々麺と総称されている。なお、湯河原町発祥の豚骨醤油ベースで平打ち縮れ麺の小田原系ラーメン（味の大西など）とは異なる[8]。

### 商標
- 小田原タンタン麺は商標登録されている[1][9]。

### ラーメンの構成
- ①あん状になっている、②基本的な調味料や具材はひき肉・ザーサイ・ニンニク・豆板醤である、③担々麺としてはそれ程、辛くはないこと、の3点が大きな特徴である[2]。
  - 麺は、自家製である。中太で、縮れており、甘みを持たせるため卵を使用している[2][10]。
  - スープは、豚と鶏でとったシンプルなダシ[6]で、あん状（「トロトロ」、「とろみたっぷり」と評される）であり、麺を囲むように配される。この特徴から麺によく絡む[2]7段階ある辛さのレベルを注文時にオーダーできる[5]。
  - 具材は、豚ひき肉（これにより甘味が出る）・ザーサイ・みじん切りのネギなどがたっぷり入っている[2]。
  - その他、ご飯と一緒に食べたり、味変で酢を投入したりすることが推奨されている[5][注 1]。

## 歴史
- 創業以前 - 創業者である内田光正が中華料理の大御所である張釗欽に師事し、紅蘭（池袋、閉店）、中華街などで修行[2]。
- 1975年 - 創業。下大井の地にて、いわゆる中華料理店としてスタート[5]。
- 1990年代 - 上曽我の現在の地に移転した際に、メニューをタンタン麺一本に絞る[5]。
- 2000年代 - 横浜ウォーカーなど雑誌のラーメン特集で小田原系坦々麺が話題となる。
- 2005年 - 横浜ウォーカーのうまい店グランプリで部門別第1位となる[12]。
- 2015年 - 横浜・神奈川グルメフェスティバルに参加[13]。
- 2015年 - 寿がきや食品から全国のスーパーやコンビニでカップ麺として販売される[14]。
- 2020年2月 - 寿がきや食品からカップラーメンが販売される[15]。

## メディア
- 2014年5月 - 日曜ビッグバラエティ・こりゃウマすぎだよ人情食堂[16]
- 2014年8月 - Nスタ[17]
- 2014年10月 - newsevery.[18]
- 2014年10月 - いきなり！黄金伝説。[19]
- 2014年11月 - SmaSTATION！！[20]
- 2018年2月 - みんなのニュース[21]